# Psychobiologia
Psychobiologia to dział psychologii, który ma na celu wyjaśnienie zachowania i stanów świadomości w kategoriach procesów fizjologicznych, ewolucji gatunków, funkcji i konieczności ekologicznych oraz rozwoju osobniczego organizmu. Innym, trudniejszym zadaniem jest określanie relacji pomiędzy fizjologią mózgu a zjawiskami uznanymi za umysłowe.

## Działy psychobiologii
- psychologia porównawcza i etologia;
- psychologia fizjologiczna powiązaną ściśle z psychofarmakologią[1].

### Psychologia porównawcza
Obejmuje badania nad zachowaniem poszczególnych gatunków ze względu na podobieństwa i różnice występujące między nimi. W większości te badania są eksperymentalne. Wykonuje się je w warunkach laboratoryjnych, a tematyka ich koncentruje się na procesach uczenia się. Różnica między psychologią porównawczą a etologią polega na tym że etologia interesuje się zachowaniem nie wyuczonym gatunkowo-specyficznym a badania prowadzone są w warunkach naturalnych. Na podstawie wyników interpretuje się je z cechami fizjologicznymi i ekologią i podejmuje się próby rekonstrukcji procesu ewolucji funkcji psychicznych a także antropogenezy.

### Psychologia fizjologiczna
Funkcja ta zmierza do wykrycia mózgowych mechanizmów zachowania. Badania te są prowadzone metodą eksperymentu laboratoryjnego na zwierzętach. Używanie badanń na zwierzętach ma podwójne uzasadnienie:
1. Systemowy układ kręgowców w szczególności ssaków wykazuje podobieństwo między gatunkowe w zakresie anatomii, biochemii i funkcji regulacyjnych. Jest to szansa na wykrycie ogólnych prawidłowości fizjologicznego mechanizmu zachowania.
2. Ze względu na etykę wiele procedur eksperymentalnych nie można wykonywać na ludziach. Wyniki uzyskiwane w badaniach pozwalają w pewnych granicach, wnioskować również o mechanizmach zachowania ludzkiego[1].

#### Specyfika psychologii fizjologicznej
Specyfika ta jest zawarta w procedurze eksperymentalnej. Wyróżnia się dwa rodzaje zmiennych:
- zmienne niezależne jako czynniki wynikające z manipulacji eksperymentatora,
- zmienne zależne czyli skutki manipulacji odpowiednio oceniane, rejestrowane oraz mierzone.

Innymi zmiennymi niezależnymi są także ingerencje farmakologiczne lub chirurgiczne w strukturę mózgu i przebieg jego procesów np. usuwanie przez eksperymentatora pewnej części mózgu i podanie badanego osobnika określonym testom behawioralnym. Na tej podstawie określa się zmienne zależne, które wnioskują, że usunięto strukturę mózgową w mechanizmie zachowania.